# Света Марина (Субашкьой)
„Света Марина“ (на гръцки: Αγίας Μαρίνας) е православна църква в сярското село Субашкьой (Нео Сули), Гърция, част от Сярската и Нигритска епархия.

## История
Църквата е построена около 1880 година, а възможно и по-рано, тъй като в църковната кондика на селото има приходи и разходи от храма от 1874 – 1884 година. Разположена е в долния край на селото по пътя към Сяр и първоначално е частен параклис. В 1928 година на част от парцела е построено училището, а в 1953 година училищният двор е разширен за сметка на църковния. В 1989 година църквата е обновена. Иконата на Света Марина на иконостаса ѝ е от 1773 година с надпис „δια συνδρομής χρυσάφιίσως και κτήτορος 1773“.